# فنسنت أوسوليفان
فنسنت أوسوليفان (بالإنجليزية: Vincent O'Sullivan)‏ (28 سبتمبر 1937 – 28 أبريل 2024) هو شاعر نيوزيلندي.

## وصلات خارجية
- فنسنت أوسوليفان على موقع ميوزك برينز (الإنجليزية)
- فنسنت أوسوليفان على موقع ديسكوغز (الإنجليزية)